# Союз реставраторов Санкт-Петербурга
Союз реставраторов Санкт-Петербурга (полное название: Региональная общественная организация содействия развитию реставрационной отрасли «Союз реставраторов Санкт-Петербурга») — профессиональная общественная организация, объединяющая петербургские реставрационные компании и профильные учебные заведения.

## История
Союз реставраторов Санкт-Петербурга был создан в 2001 году с целью содействия развитию реставрационной отрасли как комплекса эксклюзивного вида работ по сохранению архитектурного наследия . В январе 2006 года Союз был официально зарегистрирован в качестве региональной общественной организации. 
С 2006 года председателем совета Союза реставраторов Санкт-Петербурга является профессор, доктор технических наук, член Совета по сохранению культурного наследия при правительстве Санкт-Петербурга, член Общественного совета при Министерстве культуры РФ Нина Николаевна Шангина.

## Структура союза
Структура Союза реставраторов Санкт-Петербурга:
- Общее собрание — высший руководящий орган Союза реставраторов;
- Совет Союза реставраторов — постоянно действующий коллегиальный руководящий орган управления, осуществляющий контроль и организующий работу Союза реставраторов Санкт-Петербурга;
- Председатель Совета Союза реставраторов — осуществляет общее руководство нормотворческой и общественной деятельностью Союза реставраторов, а также непосредственный надзор и контроль над деятельностью исполнительных органов Союза реставраторов Санкт-Петербурга.
- Комиссия по качеству — контроль качества и требований охраны труда на объектах реставрации подрядчиков – членов Союза реставраторов.

## Виды деятельности союза
Деятельность Союза реставраторов Санкт-Петербурга:
- Нормотворческая — разработка и введение в практику положений Кодекса Реставратора как норм делового поведения участников реставрационного рынка; содействие в выработке базовых, основополагающих принципов жизнедеятельности реставрационной отрасли;
- Контроль качества — содействие в обеспечении строгого соблюдения реставрационных технологий и методик при производстве работ, независимо от ведомственной принадлежности объектов;
- Проведение конкурсов и праздников — организация и проведение ежегодного конкурса профессионального мастерства; организация и проведение торжественного празднования Дня реставратора;
- Содействие развитию реставрационного образования — оказание помощи профильным профессиональным учебным заведениям.